# Ung thư gan
Ung thư gan là ung thư bắt đầu trong các tế bào gan. Gan là cơ quan nằm ở phần phía trên bên phải bụng, bên dưới cơ hoành.

## Triệu chứng
Hầu hết không có triệu chứng trong giai đoạn đầu của bệnh ung thư gan nguyên phát. Có thể bao gồm:
- Sút cân
- Chán ăn
- Đau thượng vị
- Buồn nôn và ói mửa
- Yếu và mệt mỏi
- Gan to
- Đau bụng, bụng sưng, tụ dịch trong bụng
- Vàng da vàng mắt
- Nước tiểu có màu tối
- Ngứa

## Nguyên nhân
Hầu hết các ung thư gan không có nguyên nhân rõ ràng. Một số vi rút gây viêm gan mãn tính có thể gây ra ung thư gan. Ung thư gan cũng có thể xảy ra khi các tế bào gan đột biến trong DNA gây ra các tế bào phát triển mất kiểm soát và hình thành một khối u ác tính.
- Thủ phạm chính gây nên bệnh ung thư gan là virus viêm gan B. Người bị nhiễm viêm viêm gan B có nguy cơ cao gấp 200 lần so với người không bị nhiễm loại virus này.
- Uống rượu kéo dài dẫn tới xơ gan là nguyên nhân thường gặp nhất của ung thư gan trên toàn thế giới. Những người bị xơ gan do rượu nếu ngừng uống khoảng 10 năm thì sau đó cũng tiến triển tới ung thư gan.
- Thực phẩm dự trữ trong môi trường nóng và ẩm dễ sinh ra một loại nấm gọi là Aspergillus flavus, loại nấm này sinh ra Aflatoxin, là chất được biết gây ung thư mạnh trên thực nghiệm. Ung thư tế bào gan cũng xuất hiện ở trên 30% bệnh nhân bị ứ sắt có tính chất di truyền.
- Tại Việt Nam, hậu quả của chiến tranh để lại với hàng triệu tấn chất độc màu da cam có chứa chất Dioxin cũng là một yếu tố nguy cơ chính gây nên căn bệnh này.

## Các loại ung thư gan
- Ung thư biểu mô tế bào gan (Hepatocellular carcinoma - HCC). Đây là loại ung thư gan nguyên phát phổ biến nhất xảy ra ở cả trẻ em và người lớn bắt đầu trong tế bào gan
- Ung thư đường mật (Cholangiocarcinoma). Đây là loại ung thư bắt đầu trong các ống nhỏ như ống dẫn mật trong gan, đôi khi được gọi là ung thư ống dẫn mật.
- U nguyên bào gan (Hepatoblastoma). Ung thư gan hiếm gặp xảy ra trên trẻ em dưới 4 tuổi.
- U mạch máu ác tính (Angiosarcoma hoặc hemangiosarcoma). Ung thư hiếm gặp bắt đầu từ các mạch máu của gan phát triển rất nhanh.

## Chẩn đoán ung thư gan
Bao gồm:
- Xét nghiệm máu: quan trọng nhất là AFP
- Chẩn đoán hình ảnh: siêu âm, Chụp cắt lớp vi tính (CT) và chụp cộng hưởng từ (MRI).
- Sinh thiết.

## Các giai đoạn ung thư gan
- Giai đoạn I. Khối u đơn lẻ chưa xâm lấn vào bất kỳ mạch máu nào.
- Giai đoạn II. Khối u đơn lẻ đã xâm lấn vào các mạch máu lân cận, hoặc có thể có nhiều khối u nhỏ trong gan.
- Giai đoạn III. Nhiều khối u lớn, hoặc một khối u lớn đã xâm lấn tĩnh mạch chính của gan hoặc xâm lấn các tổ chức lân cận, chẳng hạn như túi mật.
- Giai đoạn IV. Ung thư đã lan ra ngoài gan đến các vùng khác của cơ thể.

## Điều trị ung thư gan
- Loại bỏ một phần của gan.
- Cấy ghép gan.
- Làm đông các tế bào ung thư (Áp lạnh - Cryoablation)
- Diệt các tế bào ung thư bằng nhiệt, gọi là cắt bỏ ung thư bằng sóng radio (ablation radiofrequency).
- Tiêm alcohol (cồn) vào khối u.
- Chích thuốc hóa trị vào gan (Hóa trị liệu thuyên tắc - Chemoembolization)
- Xạ trị.
- Điều trị thuốc: Sorafenib (Nexavar)
- Cấy hạt vi cầu phóng xạ Y-90.[1]

## Phòng chống
- Lan Gấm – Lan Kim Tuyến (Anoectochilus), được coi là "Vua Thảo dược" do tác dụng dược lý đa dạng của nó như bảo vệ gan, phòng chống ung thư, tiểu đường, và để điều trị các bệnh tim mạch (Kan, 1986).
- Sử dụng thực phẩm chức năng có chiết xuất từ cây kế sữa. Silymarin đã được nghiên cứu rộng rãi để ngăn ngừa HCC[2]. Các flavonoid sinh học tích cực nhất, silibinin, ức chế cytochrome P4502E1 cảm ứng, chuyển hóa ethanol và thế hệ ROS trong các tế bào HCC trong ống nghiệm. Những hiệu ứng silibinin qua trung gian cũng ức chế tăng ethanol phụ thuộc vào tăng sinh tế bào HCC trong việc cấy. Ramakrishnan và các cộng sự đã chứng minh rằng việc điều trị silymarin ức chế sự tăng sinh và gây apoptosis tế bào HepG2 (dòng tế bào HCC ở người). Silymarin có thể được sử dụng như một liệu pháp đầy hứa hẹn trong điều trị ung thư gan[3].
- Tiêm phòng chống viêm gan B
- Không quan hệ tình dục mà không được bảo vệ. Nếu không biết tình trạng sức khỏe của đối tác, hãy sử dụng bao cao su mỗi khi quan hệ tình dục.
- Không chích ma túy tĩnh mạch, xăm hoặc xỏ lỗ.

## Dịch tễ học
Theo phó giáo sư, tiến sĩ Nguyễn Thị Băng Sương, Trưởng khoa Xét nghiệm, Bệnh viện Đại học Y Dược Thành phố HCM, ung thư gan xếp thứ ba trong nhóm ung thư gây tử vong nhiều nhất thế giới, chỉ sau phổi và dạ dày. Năm 2010 ước tính toàn cầu có khoảng 754.000 người tử vong do ung thư gan. Trung bình mỗi năm có thêm nửa triệu ca mắc mới. Hơn 80% số bệnh nhân ở các quốc gia châu Á và khu vực châu Phi cận Sahara. Dạng ung thư gan phổ biến nhất là Carcinom tế bào gan (HCC), chiếm đến 80%. Thực tế lâm sàng ghi nhận nguyên nhân dẫn đến ung thư gan chủ yếu là viêm gan mạn tính do virus viêm gan C (HCV) và viêm gan B (HBV) dẫn đến xơ gan. Đây là bệnh cảnh nền của 70-80% tổng số ca ung thư gan. Ngoài ra còn có các nguyên nhân khác như nghiện rượu, độc tố aflatoxin của nấm Aspergillus flavus trong ngũ cốc.
Việt Nam là quốc gia nằm trong vùng dịch tễ có tỷ lệ viêm gan cao nên có tỷ lệ ung thư gan cao. Ước tính trung bình mỗi năm cả nước có trên 10.000 ca ung thư gan mới phát hiện, và khoảng 22.000 ca tử vong, tỷ lệ này cao nhất thế giới. Điều tra dịch tễ ở Hà Nội, Bắc Giang cho thấy tỷ lệ nhiễm virus viêm gan B và C lần lượt là 8,0 % và 2,7%. Tại Thành phố HCM, ung thư gan đứng thứ nhất trong số 10 loại ung thư thường gặp ở nam giới (với tần suất 38,2 trường hợp trên 100.000 dân mỗi năm), thứ sáu ở nữ (với tần suất 8,3 trường hợp trên 100.000 dân mỗi năm). Ở Hà Nội, ung thư gan đứng hàng thứ ba ở nam giới và thứ bảy ở nữ.